# ديفيد سميث (لاعب اتحاد الرغبي)
ديفيد سميث (بالإنجليزية: David Smith)‏ هو لاعب اتحاد الرغبي بريطاني، ولد في 15 يوليو 1988.